# Лоботомија (албум)
Лоботомија је трећи студијски албум Моногамије који је изашао у новембру 2010. године за издавачке куће Rap Cartel и Take It Or Leave It Records. Моногамија написао текстове сам за неке песаме, док за остале песме су заједно са њим писали Дане Бајић, Лазар Перић, Владимир Јурошевић, Раде Кнежевић, Мирко Пантић, Немања Илић, Марија Јелић и Јоргованка.

## Списак песама
| №   | Назив                                | Трајање |  |
| 1.  | Интро [Реци том сенфи]               | 5:44    |  |
| 2.  | Песма о теби                         | 3:32    |  |
| 3.  | Самоубица                            | 2:29    |  |
| 4.  | Крв није вода                        | 2:45    |  |
| 5.  | Андрофономанија                      | 2:56    |  |
| 6.  | Ожени је соме (дует са Карл Загорац) | 2:36    |  |
| 7.  | 200g mеса (дует са Еуфрат)           | 2:16    |  |
| 8.  | Који курац барбике [Агресивно!]      | 2:27    |  |
| 9.  | Јебала те љубав (дует са Дерач)      | 2:19    |  |
| 10. | Дигитална кучка (дует са )           | 2:32    |  |
| 11. |                                      | 3:05    |  |
| 12. | Зла штек                             | 3:30    |  |
| 13. | (дует са )                           | 2:40    |  |
| 14. | Оутро (Матори кецарошу)              | 1:28    |  |